# Nagyrozvágy
Nagyrozvágy község Borsod-Abaúj-Zemplén vármegye Cigándi járásában.

## Fekvése
Miskolctól 112 kilométerre keletre fekszik, a Bodrogköz északi részén, a szlovák határ mellett. A szomszéd települések: kelet felől Kisrozvágy körülbelül 2 kilométerre, dél felől Cigánd 11 kilométerre, nyugat felől pedig Pácin 7 kilométerre. Délkelet felől határos még Ricse területével is, de a két község belterületei közúton csaknem 10 kilométer távolságra vannak egymástól, beékelődik közéjük nemcsak Kisrozvágy, de a Nagyrozvágytól 5 kilométerre keletre fekvő Semjén is. A legközelebbi város a 11 kilométerre fekvő Cigánd.

### Megközelítése
A település nyugati határszélén elhalad a Sátoraljaújhely-Cigánd-Kisvárda között húzódó, a 37-es és 4-es főutakat összekötő 381-es főút, ez a legfontosabb közúti elérési útvonala az említett városok és főutak mindegyike felől. Központján azonban csak a főútból keletnek kiágazó 3807-es út halad keresztül, azon érhető el keleti szomszédai felől is.
Északi szomszédja, a szlovákiai Nagygéres (Veľký Horeš) felé a 38 122-es számú mellékút vezet a községből.
Vasútvonal nem érinti.

## Története
A település Árpád-kori. Nevét 1258-ban említette először oklevél Rozvald néven, mint a  
zempléni vár fennhatósága alól kivált települést. 
1235-1270 között; IV. Béla uralkodása alatt Rozvad nevét a zempléni vár tartozékaként, királyi birtokkén említették. 
A tatárjárás alatt elnéptelenedett, később Ádám Igenec és Ambrus nagybirtokosok telepítették újra. 
1330-ban a füzéri várnagyé, 1350-ben pedig a kistárkányiak voltak birtokosai.
1371-ben már két település: Nagyrozvágy és Kisrozvágy néven volt említve.
Református temploma 1820-ban épült. Kertjében a Parlaghy család 1576-ból származó sírürege található. Nagyrozvágyon látható a Revizky-kúria.
1830-ban és 1900-ban a falu leégett.

## Közélete

### Polgármesterei
- 1990–1994: Bányász Mihály (független)[3]
- 1994–1998: Bányász Mihály (független)[4]
- 1998–2002: Bányász Mihály (független)[5]
- 2002–2006: Bányász Mihály (független)[6]
- 2006–2010: Bányász Mihály (független)[7]
- 2010–2014: Hogya Orsolya (független)[8]
- 2014–2019: Hogya Orsolya (független)[9]
- 2019–2024: Hogya Orsolya (független)[10]
- 2024– : Hogya Orsolya (független)[1]

## Népesség
A település népességének változása:
| Lakosok száma | 641  | 643  | 634  | 610  | 602  | 592  | 592  |
|               | 2013 | 2014 | 2015 | 2021 | 2022 | 2023 | 2024 |

2001-ben a település lakosságának 99%-a magyar, 1%-a cigány nemzetiségűnek vallotta magát.
A 2011-es népszámlálás során a lakosok 98,4%-a magyarnak, 2,7% cigánynak, 0,3% görögnek, 0,2% németnek, 0,3% románnak, 0,2% szlováknak mondta magát (1,6% nem válaszolt; a kettős identitások miatt a végösszeg nagyobb lehet 100%-nál). A vallási megoszlás a következő volt: római katolikus 17,6%, református 64,7%, görögkatolikus 2,2%, evangélikus 0,6%, felekezeten kívüli 2% (5,3% nem válaszolt).
2022-ben a lakosság 92,7%-a vallotta magát magyarnak, 4% cigánynak, 0,2-0,2% németnek, ukránnak, görögnek és románnak, 1,2% egyéb, nem hazai nemzetiségűnek (7,3% nem nyilatkozott; a kettős identitások miatt a végösszeg nagyobb lehet 100%-nál). Vallásuk szerint 8,8% volt római katolikus, 49% református, 2,8% görög katolikus, 3,8% egyéb keresztény, 4% felekezeten kívüli (31,1% nem válaszolt).

## Itt születtek, itt éltek
- Czelder Márton - református lelkész, író 1849 után itt Nagyrozvágyon volt segédtanító egy ideig.
- Czinke Ferenc – grafikus, festőművész itt született.